# 셰리파 루나
셰리파 루나(Sheryfa Luna, 1989년 1월 25일 ~ )는 프랑스의 가수이다.

## 디스코그래피
- Sheryfa Luna (2007)
- Vénus (2008)
- Si tu me vois (2010)
- Petite Fée De Soie (2012)